# Desa Wonodadi (administrativ by i Indonesien, Jawa Tengah, lat -8,00, long 110,81)
Desa Wonodadi är en administrativ by i Indonesien.   Den ligger i provinsen Jawa Tengah, i den västra delen av landet, 500 km öster om huvudstaden Jakarta.